# Histoire du droit de la location résidentielle au Québec
L'histoire du droit de la location résidentielle au Québec depuis la Deuxième Guerre mondiale se caractérise par un interventionnisme accru du législateur, qui impose un contrôle des loyers et crée un régime de règles impératives dans le Code civil du Québec que tous les locateurs et locataires doivent respecter. Au XXIe siècle, les problématiques entourant la crise du logement motivent les interventions les plus récentes du législateur.     

## Période suivant le début de la Deuxième Guerre mondiale
La Deuxième Guerre mondiale a causé des changements démographiques et économiques au Canada. Ces changements sont dus à une nouvelle vague d'immigration, déclenchée par la relocalisation des réfugiés européens après la guerre, ce qui a renforcé une forte croissance du taux de natalité. Le marché de l’emploi a pris une forte expansion, la consommation subventionnée a augmenté le revenu réel chez les plus démunis. La concentration des ressources dans l’effort de guerre entraîna notamment une certaine pénurie de locaux immobiliers. L’article 91 de l’Acte de l’Amérique du Nord britannique accordait au Parlement fédéral de légiférer en matière d’urgence. En vertu de ses pouvoirs, le Parlement fédéral a adopté la Loi sur les mesures de guerre qui déléguait au gouvernement fédéral la totalité des pouvoirs de légiférer. Le gouvernement fédéral créa par décret la Commission des prix et du commerce en temps de guerre en vue de prévenir toute augmentation des denrées nécessaires à l’existence, d’assurer un approvisionnement et une distribution équitable.
Le 11 septembre 1940, le gouvernement étend le rôle de la Commission en décrétant des règlements concernant les loyers et aux logements. La Commission avait le pouvoir de décréter les critères d’augmentation de loyer, de déterminer le loyer maximum exigible pour un local et de fixer les causes de résiliation ou de non-reconduction du bail. Une sous-commission a été déléguée par la Commission, qui serait responsable du contrôle des loyers et prendrait des décisions dans une certaine mesure comme le gel des loyers et le maintien des locataires dans les lieux loués. Malgré la fin de la guerre, les contrôles furent maintenus en vertu de la Loi de 1945 sur les pouvoirs transitoires résultant de circonstances critiques nationales permettant au gouverneur en conseil de décréter des règlements pour maintenir, contrôler et réglementer les activités économiques y compris l’occupation de propriété, les loyers afin d’assurer la stabilité économique et une transition ordonnée aux conditions du temps de paix. Ayant un caractère temporaire, la Loi sur les pouvoirs transitoires fut quand même prolongée jusqu’au 31 mars 1949 et fut renouvelée pour une autre année. L’État d’urgence semble de moins en moins évident,  le contrôle fédéral sur les loyers de logements fut supprimé en avril 1951, faisant place au contrôle provincial sur les loyers, un domaine relevant notoirement et indiscutablement de l’autorité des provinces.

## De 1951 à 1972

### Institution de laCommission des loyers(1951)
Lorsque le gouvernement fédéral se retire du contrôle des loyers en 1951, l'Assemblée nationale adopte la Loi concernant la Régie des loyers qui entre en vigueur la même année. La loi devait rester en vigueur que deux ans, mais elle est rapidement modifiée et devient la Loi prolongeant et modifiant la loi pour favoriser la conciliation entre les propriétaires et les locataires.  Durant ses trois premiers mois, la Loi de conciliation, quant à l'éviction des locataires, interdisait toute hausse de loyer et imposait le renouvellement de tout bail résidentiel arrivant à terme. Un organisme administratif désigné sous le nom de la Commission des loyers, et communément appelé, Régie des loyers, voit à l'application de cette loi. Cette loi accordait à la Commission des loyers et ses administrateurs des pouvoirs essentiels sur trois questions :
- Le pouvoir discrétionnaire de fixer le prix du logement lorsque les parties ne s'entendent pas à la suite de la fixation du prix du loyer ;
- Le pouvoir de régler le problème d'éviction du locataire pour cause d'expiration de son bail, car la Loi prévoyait qu'aucun locataire ne peut être évincé pendant la période de gel des loyers ;
- Le pouvoir de régler les problèmes de la reprise de possession par le locateur si cela n'est pas prévu dans les cas exceptionnels soit l'annulation ou la résiliation du contrat par une cour compétente ou une cause prévue par l'article 25 de la Loi de conciliation ou si le propriétaire veut reprendre possession du logement afin de s'y loger lui-même ou l'un de ses proches[note 1].

À cette époque, le but du législateur était d'éviter les abus commis contre les locataires et de réaliser un certain équilibre entre les intérêts respectifs des parties. 

### Contrôle partiel et temporaire des loyers (1967)
En 1967, le gouvernement provincial avait dû intervenir pour enrayer la hausse injustifiée des loyers à la veille de l'Exposition universelle et protéger les locataires contre l'éviction en adoptant une loi temporaire et géographiquement limitée à l'île de Montréal et une liste de municipalités de la région métropolitaine, la Loi prolongeant certains baux à l'occasion de l'Expo 67,. Sauf durant la courte période de l'Exposition universelle, il n'y a pas eu de législation d'application universelle avant la réforme de 1973.

## De 1973 à 1991
De 1973 à 1991, le gouvernement provincial a procédé à trois réformes dans la législation sur la location résidentielle afin de trouver un équilibre entre la relation des propriétaires et locataires.

### Tentative deCode des loyerset réforme du Code civil (1972-1973)
Au début des années 1970 le gouvernement charge l'Office de révision du Code civil de préparer une réforme exhaustive du cadre juridique sur le louage des choses. Les travaux de l'Office permettent au gouvernement de déposer en juillet 1972 le projet de loi 59 intitulé Code des loyers. Le projet de loi est retiré en décembre 1972.
En décembre 1972 le gouvernement dépose les projets de loi 78 et 79 qui reprennent en partie les dispositions du projet de loi 59:
- Le projet de loi 78 (Loi concernant le louage de choses) réforme le Code civil et prévoit notamment de :
  - Institue un bail-type (qui n'est pas rendu obligatoire)[18];
  - Limiter les hausses abusives de loyers[réf. nécessaire];
  - Instaure le maintien du locataire dans les lieux[réf. nécessaire];
  - Autorise la réduction des loyers dans le cas de mauvais entretien du logement[note 2],[19],[20].
  - Balise la sous-location, le locataire devant obtenir le consentement du locateur qui ne peut être refusé sans motif raisonnable[21];
  - La reconduction tacite si absence d'opposition du locateur[22];
- Le projet de loi 79 prévoyait l'instauration d'un Commissaire aux loyers et d'un Tribunal des loyers (qui aurait fait siéger des juges de la Cour provinciale). Ce projet de loi meurt au feuilleton lorsque les élections de 1973 sont déclenchées[23].

Le projet de loi 78 s'attaque au problème de l'état des logements et impose à tout propriétaire l'obligation de livrer et de maintenir un logement en bon état et d'en assurer la « jouissance paisible ». Cette législation vient instaurer la naissance du droit à un logement décent et ce droit sera repris et développé en 1979.
Le projet de loi 78 meurt au feuilleton mais le projet de loi 2 (qui en reprend le titre à l'identique) est déposé le 13 décembre 1973 lors de la 30e législature issue des élections de septembre 1973 et est adopté le 22 décembre 1973 à l'unanimité avec le soutien de tous les partis siégeant à l'Assemblée,.
En mars 1977, un rapport sur une étude des relations entre propriétaires et locataires est soumis à l'Assemblée nationale par un groupe de travail mandaté par le gouvernement. Le rapport ouvre la voix à la préparation d'une révision législative de la Loi de conciliation et de la Loi concernant le louage des choses qui aboutit en 1979.

### Institution de la Régie du logement (1979)
La réforme de 1979 vient compléter celle de 1973 et ne porte que sur le louage résidentiel. Avec l’adoption de la Loi instituant la Régie du Logement et modifiant le Code civil et autres dispositions législatives, le législateur vient mettre fin au partage et au dédoublement de la compétence d’attribution qui avaient existé en matière de louage résidentiel entre la Commission des loyers et les tribunaux judiciaires. Il vient limiter les coûts d’administration de la justice pour l’État et de l’exercice de ses droits par le justiciable. Le législateur a conféré à la Régie du logement, successeur de la Commission des loyers, la compétence totale et exclusive sur toutes les demandes relevant du droit administratif et la compétence sur la majorité des demandes relevant du droit civil. Durant cette réforme, trois types de mesures ont été adoptés pour inciter les propriétaires qui effectuaient peu ou guère de réparations à améliorer les logements :
- Le propriétaire ne peut évincer le locataire que pendant la période, pour une réparation majeure non urgente ou pour une amélioration majeure ;
- Le propriétaire a l’obligation de livrer et maintenir le logement en bon état d’habilité ;
- Le propriétaire peut inclure un pourcentage de l’amortissement des dépenses d’amélioration dans une augmentation d’un loyer.

Cette réforme a apporté un soulagement au locataire qui devait trouver un autre logement ou un locataire qui se voir offrir l’achat de son logement mais n’ayant pas les moyens. De plus, elle a aussi apporté un soulagement à un locataire qui continue à louer le logement mais paie un loyer bien supérieur lorsque les locateurs transforment plusieurs immeubles locatifs en condominiums pour investissement.

### Protections additionnelles en cas de conversion ou de travaux (1987)
Le 16 décembre 1987, l'Assemblée nationale adopte la Loi modifiant la Loi sur la Régie du logement et le Code civil qui accorde au locataire lors de la conversion de l'immeuble en copropriété divise, un droit de préemption sur son logement et un droit pratiquement absolu au maintien dans les lieux s’il veut rester comme locataire. Il obtient également un droit de priorité d'achat en cas de vente du logement. Des peines sévères sont prévues pour empêcher les travaux anticipés de conversion et le harcèlement du locataire. Le législateur institue un contrôle sur la vente des bâtiments par le locateur pour limiter la perte de certains services ou avantages (comme le service de stationnement) que les locataires avaient droit.

### Renforcement des peines (1991)
Durant cette réforme, le législateur a effectué peu de changements de fond. Il a jugé que les réformes antérieures avaient permis d’atteindre un équilibre satisfaisant dans l’ensemble.  Il a convenu bon de maintenir les politiques fondamentales du louage résidentiel telles que : le contrôle du loyer, le maintien des lieux et la qualité minimale des logements. Le législateur a apporté une modification majeure à la cession de bail, le locataire est libéré de toute obligation vis-à-vis du propriétaire, celui-ci n’ayant désormais qu’un seul débiteur, soit le cessionnaire.  Concernant la sous-location, le locataire bénéficie d’une protection et il revient au sous-locataire à l’avenir de disposer d’un droit direct contre le propriétaire pour forcer celui-ci à se conformer à ses obligations en vertu du bail principal. À cette époque, les propriétaires violaient certaines mesures très fréquemment, le législateur vient soulager le locataire en prévoyant de nouveaux cas de dommages punitifs en plus des dommages compensatoires lorsqu’il s’agit du harcèlement du locataire, de l’éviction ou de la reprise du logement de mauvaise foi et de la discrimination contre un locataire ayant un ou des enfants ou une locataire enceinte en cas de violation des mesures établies.

## De 1992 à 1999
Dans les années 1990, il existait un rapport de force inéquitable et décourageant. Il y a eu plusieurs luttes par les associations de locataires et des manifestations pour que les locataires puissent avoir accès à une défense juste et équitable.  Les locataires confrontaient à de sérieux problèmes. Ils ont été induits en erreur par les locateurs qui refusaient d’utiliser le bail type d’augmentation et présentaient aux locataires leurs propres formulaires n’indiquant pas l’option de refuser l’augmentation de loyer tout en renouvelant le bail. 
En 1997, le risque d’expulsion d’un locataire qui ne paie pas son loyer était très grand puisqu’il fallait se rendre à la Cour du Québec, une plus haute instance pour contester la décision de la Régie du logement. Un passage devant la Régie du logement s’élevait à cinquante dollars, soit l’équivalent d’une journée de travail au salaire minimum. Ceci provoque un découragement auprès des locataires pour le dépôt d’une plainte contre une hausse de loyer ou pour cause d’insalubrité.

### Impact de la réforme du Code civil (1994)
En janvier 1994, le Code civil du Québec, remplaçant le Code civil du Bas-Canada ainsi que la Loi pour la protection des renseignements personnels dans le secteur privé, entre en vigueur. Le Code civil vient sanctionner plus sévèrement les propriétaires usant de harcèlement envers leurs locataires. Par cette loi, les locataires ont le droit de dénoncer les propriétaires qui demandent de manière abusive des renseignements personnels. Cependant, cette loi ne précise pas pour ce que devraient être les renseignements pertinents autorisés pour la location. 

### Entrée en vigueur du bail-type obligatoire (1995-1997)
En décembre 1995 le projet de loi 120 qui prévoit l'instauration du bail-type obligatoire est sanctionnée. La loi est adoptée à l'unanimité par l'Assemblée nationale le 7 décembre, et est critiquée par la CORPIQ mais applaudie par les regroupements de locataires.
Elle entre majoritairement en vigueur par décret le 1er septembre 1996,, quelques mois plus tard que prévu initialement. L'entrée en vigueur pour les logements dans des établissements d'enseignement ou des logements à loyer modique intervient le 1er janvier 1997.

## De 2000 à 2018
Dans les années 2000, le problème des délais ne fait que s’aggraver.  De 2000 à 2018, les locataires font face à une crise du logement, qui résulte d’une hausse des loyers, de la discrimination au logement et des délais d’attente très longs au tribunal. Par exemple, en 2005, un locataire devait attendre en moyenne plus de dix-sept mois pour obtenir une première audience au tribunal. Tandis que, du côté des délais pour les résiliations de bail pour non-paiement de loyer, les propriétaires sont entendus en un peu plus d’un mois. En 2006, le gouvernement prévoit une réforme visant à supprimer complètement les audiences en non-paiement de loyer, à moins que les locataires ne s’opposent à leur éviction dans un délai très court. Les recouvrements de loyer bénéficieraient donc d’un traitement spécial, très rapide et sans recours pour les locataires. Il y eut plusieurs protestations qui ont permis le blocage de cette réforme. Cependant, le droit des locataires en ce sens n’a pas changé.
Les taux d'inoccupation des logements s'effondrent à Montréal au début des années 2000 (5,7 % en 1996 contre 0,6 % en 2001) aggravant les tensions sur le marché locatif. Les organismes communautaires signalent une crise du logement de grande ampleur dès juin 2001, peu avant les déménagements du 1er juillet. Plusieurs squats (îlot Overdale, Centre Préfontaine) sont fortement médiatisés pendant l'été 2001,.

## De 2019 à nos jours
En mars 2020, la Régie du logement suspend la reprise du logement ou l’éviction des locataires pendant la pandémie du Covid-19.  Le 31 août 2020, la Régie du logement devient le Tribunal administratif du logement ayant compétence exclusive pour entendre toute demande relative au bail du logement et qui applique les règles de louage prévues au Code civil du Québec. Dans le projet de loi 16, adopté en 2019, le titre de la Loi sur la Régie du logement a été remplacé, qui a pour titre actuellement, la Loi sur le Tribunal administratif du logement.
En 2024, la crise de logement et la hausse des loyers battent encore leur plein. Un projet de loi, la Loi modifiant diverses dispositions législatives en matière d’habitation (ci-après « Loi 31 »), a été adopté le 21 février 2024. La Loi 31 apporte des modifications au Code civil et aussi à un bon nombre de lois. Désormais, un propriétaire a le droit de refuser une cession de bail sans motif. Le locataire qui cède son bail ne peut exiger de contrepartie. Le locataire qui sous-loue son logement ne peut exiger, outre le coût des services offerts et des frais raisonnables pour l’usage des biens meubles dont le locataire est propriétaire, un montant supérieur au loyer qu’il verse au propriétaire. De plus, la Loi introduit une présomption de refus de quitter les lieux si le locataire ne répond pas à un avis de non-reconduction du bail ou un avis d’éviction. En cas d’éviction ou de reprise de logement, les propriétaires sont désormais tenus de dédommager les locataires. La Loi introduit aussi une nouvelle obligation pour les nouveaux baux, exigeant l’indication du loyer maximal pour les cinq premières années, offrant ainsi une meilleure prévisibilité aux locataires. Le locataire peut demander des dommages-intérêts punitifs lorsque le locateur qui fournit de fausses informations dans l’avis au nouveau locataire et aussi en cas de logement impropre à l’habitation due à la négligence du locateur. Des modifications au niveau des délais et des procédures d’appel ont été apportées incitant les parties à les respecter adéquatement. La Loi 31 apporte des changements significatifs aux nombreux problèmes qui perdurent au fil des années, visant à protéger le droit des locataires et offrant un meilleur cadre pour les propriétaires.